# Puente Baodai

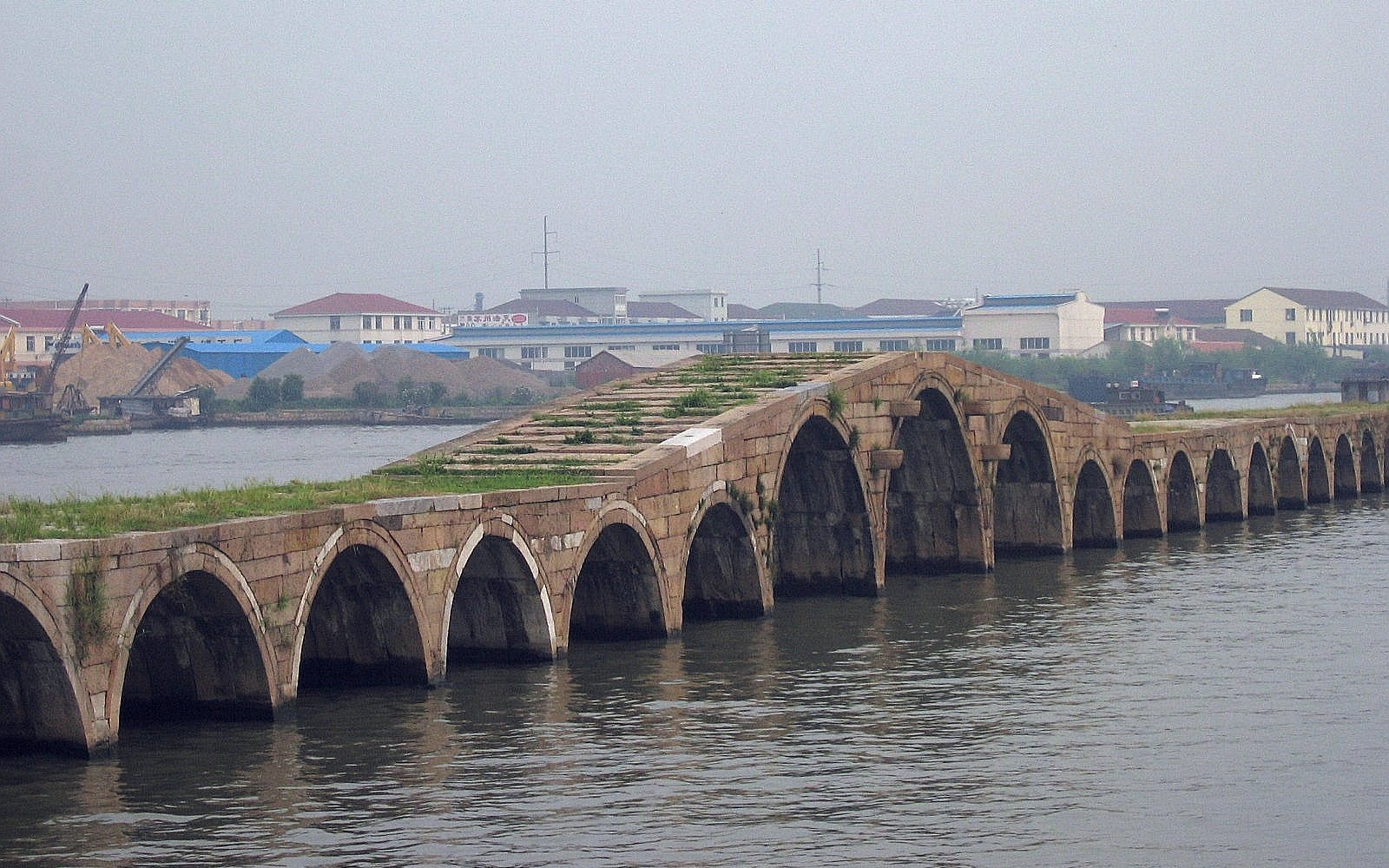
Puente Baodai.

El puente Baodai (en chino 宝带桥) es un puente de arco situado en la ciudad china de Suzhou, en la provincia de Jiangsu. Inicialmente fue un puente de carretera, pero en la actualidad es peatonal. Su longitud total es de 316,8 metros y tiene una anchura de 4 m, tiene un total de 53 arcos y data del año 806, de los tiempos de la dinastía Tang. 
Desde 2001 está incluido en la lista de los Monumentos de la República Popular China (5-285).  